# Gaston Aumoitte
Gaston Achille Louis Aumoitte (Vietnám, Hanoi, 1884. december 19. – Franciaország, Gironde, Sainte-Foy-la-Grande, 1957. december 30.) kétszeres olimpiai bajnok francia croquetjátékos.
Croquet (krokett) egyetlenegyszer volt a nyári olimpiákon, mégpedig az 1900. évi nyári olimpiai játékokon.
Aumoitte még nem volt 16 éves, amikor nyert egylabdás egyéniben és párosban. Utóbbiban Georges Johin oldalán nyertek úgy, hogy csak ők voltak az indulók.